# باميلا بويد
باميلا بويد (بالإنجليزية: Pamela Boyd)‏ (27 سبتمبر 1955 - ) هي لاعبة كرة يد أمريكية. شاركت في الألعاب الأولمبية الصيفية 1984.

## وصلات خارجية
- باميلا بويد على موقع أوليمبيديا (الإنجليزية)